# Хор на пловдивските момчета и младежи „Стефка Благоева“
Хор на пловдивските момчета „Стефка Благоева“ е създаден на 26 ноември 1975 г. От 2003 г. носи името на своя основател и дългогодишен диригент Стефка Благоева (1938 – 2000). В хора участват момчета от пловдивските училища на възраст от 6 до 14 години.
През месец януари 1980 г. Стефка Благоева, съвместно с диригента Теодосия Панкова, създават Младежка формация. В нея участват вече пораснали възпитаници на момчешкия хор. Младежкият хор. концертира, както самостоятелно, така и заедно с момчешкия, като смесен хор. През месец септември 2008 по инициатива на Управителния съвет на хора се формира мъжка формация с диригент Теодосия Панкова.
От 1996 г. главен диригент е Милка Толедова, която работи с пловдивските момчета повече от 25 години първоначално като ръководител на хоровата школа и хормайстор, а по-късно – като помощник-диригент.

## Дейност
Хор „Стефка Благоева“ е участник в национални музикални форуми като: Международен фестивал на православната музика „Хвалите Господа“ – София; Международен музикален фестивал „Варненско лято“; Ученически хорови празници „Добри Войников“ – Шумен; Фестивал на оперното, оперетното и балетно изкуство – Пловдив и др.
Репертоарът съдържа класически и съвременни хорови песни и кантатно-ораториални творби от български и чужди автори, обработки на български фолклор, църковно-славянска музика. Хорът развива активна концертна дейност – изнесъл е повече от хиляда концерта в България и чужбина. Участва в концерти със симфонични, камерни, духови, джазови оркестри и в оперните спектакли: „Тоска“, „Кармен“, „Хензел и Гретел“, „Кармина Бурана“ и др.
Реализирани са концертни турнета и участия в международни хорови фестивали в Италия, Франция, Белгия, Холандия, Испания, Португалия, Германия, Полша, Чехия, Унгария, Турция, Гърция, Русия, Украйна, Македония и др.
Хор „Стефка Благоева“ е концертирал съвместно с: хор „Гусла“, хор „Детска китка“, Хора и оркестъра на ОФД – Пловдив, Камерен оркестър Симфониета „Добрин Петков“, Симфоничен оркестър – Враца, Симфоничен оркестър – Нант (Франция), джазова формация „Бели, зелени, червени“, Динамит брас бенд и др.
Има участия в концерти и оперни спектакли под диригентството на: Димитър Манолов, Борислав Иванов, Георги Димитров, Пламен Първанов, Румен Байраков, Веселин Байчев, Найден Тодоров, Иван Кожухаров, Гюнтер Тойринг (Австрия), Войчех Кролоп (Полша), Конрад Лайтнер (Германия), Джеймс Лоугран (Англия), Никос Ефтимиадис (Гърция) и др.
Принос за утвърждаването на хор „Стефка Благоева“ и за организиране на творческата му дейност имат работилите през годините като диригенти, хормайстори, пианисти и вокални педагози: Галина Врачева, Жана Белева, Весела Дякова, Боянка Бахнева, Аврам Андреев, Райна Петрова, Велина Андреева, Десислава Гавраилова, Кръстин Настев, Ивайло Михайлов, Албена Чуканова др.

## Награди
За творческите си постижения съставът е удостоен с:
- Почетен знак на Съюза на българските музикални и танцови дейци (СБМТД) – 1996 г.;
- Почетен знак на град Пловдив – 1996 г.;
- Награда на СБМТД „Златна лира“ – 2001 г.;
- Почетна значка на Националния дворец на децата – 2001 г.;
- Награда „Пловдив“ – 2003 г.

Хорът е лауреат и носител на награди от международни хорови конкурси:
- Неерпелт (Белгия – 1982) – Summa cum laude;
- Нант (Франция – 1985) – първа награда;
- Толоса (Испания – 1993) – трета награда;
- Неерпелт (Белгия – 1998) – първа награда;
- Анкара (Турция – 1998) – първа награда;
- Хале (Германия – 2001) – специална награда „Gunther Erdmann“ за най-добра интерпретация на съвременна хорова творба;
- Москва (Русия – 2002) – първа награда и награда за най-добър клавирен съпровод, присъдена на пианистката на хора Юлия Петрова;
- Целе (Словения – 2005) – трета награда.